# Дружелюбівка (Вознесенський район)
Дружелю́бівка — село в Україні, в Єланецькій селищній громаді Вознесенського району Миколаївської області. Населення становить 378 осіб. До 2020 року орган місцевого самоврядування — Малоукраїнська сільська рада.

## Населення

### Мова
Розподіл населення за рідною мовою за даними :
| Мова       | Кількість | Відсоток |
| ---------- | --------- | -------- |
| українська | 350       | 92.59%   |
| російська  | 18        | 4.76%    |
| румунська  | 10        | 2.65%    |
| Усього     | 378       | 100%     |